# Baròmetre de la Comunicació i la Cultura
El Baròmetre de la Comunicació i la Cultura és l'estudi de mesura i anàlisi de les audiències dels mitjans de comunicació i dels consums culturals en els territoris de parla catalana.
L'objectiu principal del Baròmetre, impulsat per la Fundació Audiències de la Comunicació i la Cultura, és proporcionar informació valuosa als agents del mercat de la comunicació i la cultura (mitjans i grups de comunicació, agències de mitjans, indústries culturals, empreses i institucions diverses) interessats a definir estratègies comercials i polítiques efectives.
L'1 de gener del 2013 va entrar en vigor un acord de col·laboració entre l'Associació per a la Investigació de Mitjans de Comunicació (AIMC), responsable de l'Estudi General de Mitjans (EGM), i la Fundació Audiències de la Comunicació i la Cultura (FUNDACC), responsable del Baròmetre de la Comunicació i la Cultura, per al qual s'unificà la mostra amb el nom d'EGM Baròmetre Catalunya. Aquest acord, que es va signar el desembre del 2012, té una vigència de tres anys, i va oferir els primers resultats conjunts el 22 d'abril del 2013. Fins aquell moment sovint hi havia divergències entre les dades.